# Tampa

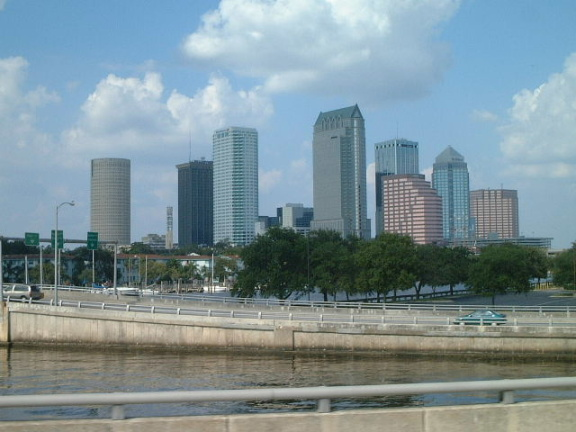
Gratacels del centre de la ciutat de Tampa.

Tampa és una ciutat de la costa oest de Florida, seu del comtat de Hillsborough, al sud-est dels Estats Units. Està situada al fons de la Badia de Tampa, que al seu torn s'obre al Golf de Mèxic.
Les fronteres de la ciutat inclouen la costa nord de la badia de Tampa i la costa est de la badia d'Old Tampa. Tampa és la ciutat més gran de la zona de la badia de Tampa i la seu del comtat de Hillsborough.
Tampa es va fundar com a centre militar durant el segle XIX amb l'establiment de Fort Brooke. La indústria del cigar també va ser portada a la ciutat per Vicente Martinez Ybor, de qui porta el nom de Ybor City. Tampa es va reincorporar com a ciutat el 1887 després de la Guerra Civil.

## Demografia
Amb una població estimada de 398.173 habitants el 2022, Tampa és la 49a ciutat més poblada del país i la tercera ciutat més poblada de Florida després de Jacksonville i Miami.

## Economia
L'economia de Tampa està impulsada pel turisme, la sanitat, les finances, les assegurances, la tecnologia, la construcció i la indústria marítima. A més, és el centre regional de diversos bancs i empreses de serveis. Antigament, havia destacat com a port exportador de fusta i productes agrícoles, a més de ser un centre d'indústria química, naval i alimentària.
La ciutat forma part del Tampa-St. Petersburg-Clearwater, Àrea Estadística Metropolitana de Florida, que és una àrea de quatre comtats formada per aproximadament 3,1 milions de residents, la qual cosa la converteix en la segona àrea estadística metropolitana (MSA) més gran de l'estat i la sisena més gran del sud-est dels Estats Units. , darrere de Dallas-Fort Worth, Houston, Washington D.C., Atlanta i Miami..L'àrea de Greater Tampa Bay té més de 4 milions de residents i, en general, inclou les àrees metropolitanes de Tampa i Sarasota.

## Esports
Alguns dels equips més importants de la ciutat són:
| Club                 | Esport           | Lliga / Conferència                               | Estadi                            |
| -------------------- | ---------------- | ------------------------------------------------- | --------------------------------- |
| Tampa Bay Buccaneers | Futbol americà   | National Football League (NFL) - NFC South        | Raymond James Stadium, Tampa      |
| Tampa Bay Rays       | Beisbol          | Major League Baseball - American League East      | Tropicana Field, Saint Petersburg |
| Tampa Bay Lightning  | Hoquei sobre gel | National Hockey League (NHL) - Southeast Division | Tampa Bay Times Forum, Tampa      |
| Tampa Bay Storm      | Arena football   | Arena Football League (AFL) - Southern Division   | Tampa Bay Times Forum, Tampa      |
| Tampa Bay Rowdies    | Futbol           | North American Soccer League (NASL)               | Al Lang Stadium, Saint Petersburg |

## Curiositats
El principal servidor de la Viquipèdia i altres projectes de la fundació Wikimedia són a Tampa.

## Personatges cèlebres
Algunes de les persones nascudes a la ciutat són:
- Gilbert Arenas (n. 1982), jugador de bàsquet de l'NBA
- Aaron Carter (n. 1987), cantant i actor
- Robert Gant (n. 1968), actor
- Joseph Kittinger (n. 1928), aviador i oficial de la Força Aèria
- Brittany Snow (n. 1986), actriu